# گرومسپورت
گرومسپورت (به انگلیسی: Groomsport) یک روستا در بریتانیا است که در North Down Borough Council واقع شده‌است. گرومسپورت ۳٬۰۰۵ نفر جمعیت دارد.